# ستيفان غلارنير
ستيفان غلارنير (21 نوفمبر 1987 في سويسرا - ) هو لاعب كرة قدم سويسري في مركز الوسط. شارك مع منتخب سويسرا تحت 21 سنة لكرة القدم. أما مع النوادي، فقد لعب مع نادي ثون ونادي زيورخ ونادي سيون.

## وصلات خارجية
- ستيفان غلارنير على موقع قاعدة بيانات كرة القدم.إي يو (الإنجليزية)
- ستيفان غلارنير على موقع Soccerway.com (الإنجليزية)